# Minnesota (Schiff, 1904)
Die Minnesota war ein 1904 abgeliefertes und 1905 in Dienst gestelltes Passagierschiff der US-amerikanischen Reederei Great Northern Steamship Company, das bis 1917 im Liniendienst nach Asien im Einsatz stand. Anschließend wurde es als Truppentransporter genutzt. Nach dem Ersten Weltkrieg kehrte es nicht wieder in den zivilen Dienst zurück, sondern ging 1923 zum Abbruch nach Deutschland.

## Geschichte
Die Minnesota wurde am 15. Januar 1901 in der Werft der Eastern Shipbuilding Company, New London auf Kiel gelegt und lief am 16. April 1903 vom Stapel. Nach der Ablieferung an die Great Northern Steamship Company im Besitz des Eisenbahnmagnaten James J. Hill Ende des Jahres 1904 nahm das Schiff am 22. Januar 1905 den Liniendienst nach Japan, China, zu den Philippinen und nach Hongkong auf. Im April 1905 wurde es hierbei von seinem Schwesterschiff Dakota ergänzt.
Die Minnesota war bei ihrer Ablieferung das größte Passagierschiff unter US-amerikanischer Flagge und das größte Schiff, das bis dahin den Pazifik überquerte. Neben mehr als 2500 Passagieren konnte die Minnesota auch große Mengen Fracht befördern, darunter Maschinen und Eisenbahnwaggons.
1909 erlitt das Schiff einen Brand in einem seiner Kesselräume, wurde aber nur leicht beschädigt. 1915 musste es mitten auf dem Pazifik eine Überfahrt aufgrund eines Ausfalls der Maschinenanlage abbrechen und zur Reparatur nach San Francisco gebracht werden. Hierbei kamen Gerüchte auf, deutsche Spione hätten das Schiff sabotiert. Zwei Jahre später ging es in den Besitz der Atlantic Transport Line.
Nach Eintritt der Vereinigten Staaten in den Ersten Weltkrieg diente die Minnesota als Truppentransporter und unternahm sieben Überfahrten zwischen den USA und Großbritannien. Nach dem Krieg erhielt sie im Mai 1919 kurzzeitig den Namen Troy und wurde zur Rückholung amerikanischer Soldaten aus den ehemaligen Kriegsgebieten eingesetzt. Im September 1919 beendete sie die letzte dieser Fahrten und erhielt wieder ihren alten Namen zurück. Trotz des Einbaus einer neuen Maschinenanlage nahm das Schiff aber nie wieder den zivilen Liniendienst auf. Stattdessen diente es während der Spanischen Grippe als schwimmendes Isolationskrankenhaus im Hafen von New York und wurde nach anschließender Aufliegezeit im November 1923 zum Abbruch nach Deutschland verkauft.